# Acanthodactylus longipes
Acanthodactylus longipes (довгопала гребнепала ящірка) — вид ящірок родини ящіркових (Lacertidae). Мешкає в пустелі Сахара на півночі Африки.

## Поширення і екологія
Довгопалі гребнепалі ящірки мешкають в Мавританії, на півдні Західної Сахари, на сході Марокко, в Алжирі, Тунісі, Лівії і західному Єгипті, на півночі Малі, Нігеру і Чаду, можливо, також в Судані. Вони живуть в пустелі Сахара, де віддають перевагу піщаним ділянкам, як дюнам (ергам) так і рівнинам. Зустрічаються як на дюнах, порослих рослинністю, так і на таких, що повністю її позбавлені. Ведуть денний спосіб життя. Живляться мурахами, відкладають яйця.